# جایزه بزرگ آلمان ۱۹۵۲
جایزه بزرگ آلمان ۱۹۵۲ (انگلیسی: ‎1952 German Grand Prix‎) یک مسابقهٔ موتوری در رشتهٔ اتومبیل‌رانی فرمول یک بود که در تاریخ ۳ اوت ۱۹۵۲ در نوربورگ‌رینگ واقع در نوربورگ، آلمان غربی برگزار شد. این گراند پری در میان ۸ گراند پری در فصل ۱۹۵۲، مسابقهٔ شمارهٔ ۶ بود.
در این مسابقه که در ۱۸ دور و به مسافت ۴۱۰٫۵۸۰ کیلومتر (۲۵۵٫۱۲۳ مایل) برگزار شد، پول پوزیشن توسط آلبرتو اسکاری کسب شد و سریع‌ترین زمان برای طی یک دور پیست که برابر با ۱۰:۰۵٫۱ بود نیز توسط آلبرتو اسکاری به ثبت رسید.
آلبرتو اسکاری از تیم فراری، نینو فارینا از تیم فراری و رودی فیشر از تیم فراری به‌ترتیب مقام‌های اول تا سوم مسابقه را کسب کردند.

## رده‌بندی قهرمانی پس از مسابقه
| رده‌بندی قهرمانی رانندگان \| \| جایگاه \| راننده \| امتیاز \| \| -------- \| ------ \| ------------- \| ------ \| \| \| ۱ \| آلبرتو اسکاری \| ۳۶ \| \| \| ۲ \| پیرو تاروفی \| ۲۲ \| \| \| ۳ \| نینو فارینا \| ۱۸ \| \| ۳ \| ۴ \| رودی فیشر \| ۱۰ \| \| ۱ \| ۵ \| تروی راتمن \| ۸ \| \| منبع:[۱] \| \| \| \| |        |               |        |
| | جایگاه | راننده        | امتیاز |
| | ۱      | آلبرتو اسکاری | ۳۶     |
| | ۲      | پیرو تاروفی   | ۲۲     |
| | ۳      | نینو فارینا   | ۱۸     |
| ۳ | ۴      | رودی فیشر     | ۱۰     |
| ۱ | ۵      | تروی راتمن    | ۸      |
| منبع: |        |               |        |

یادداشت
- تنها پنج جایگاه نخست از هر رده‌بندی نمایش داده شده‌است.